# Barsteder Kirche
Die evangelisch-lutherische Barsteder Kirche liegt im ostfriesischen Barstede, Gemeinde Ihlow.

## Geschichte

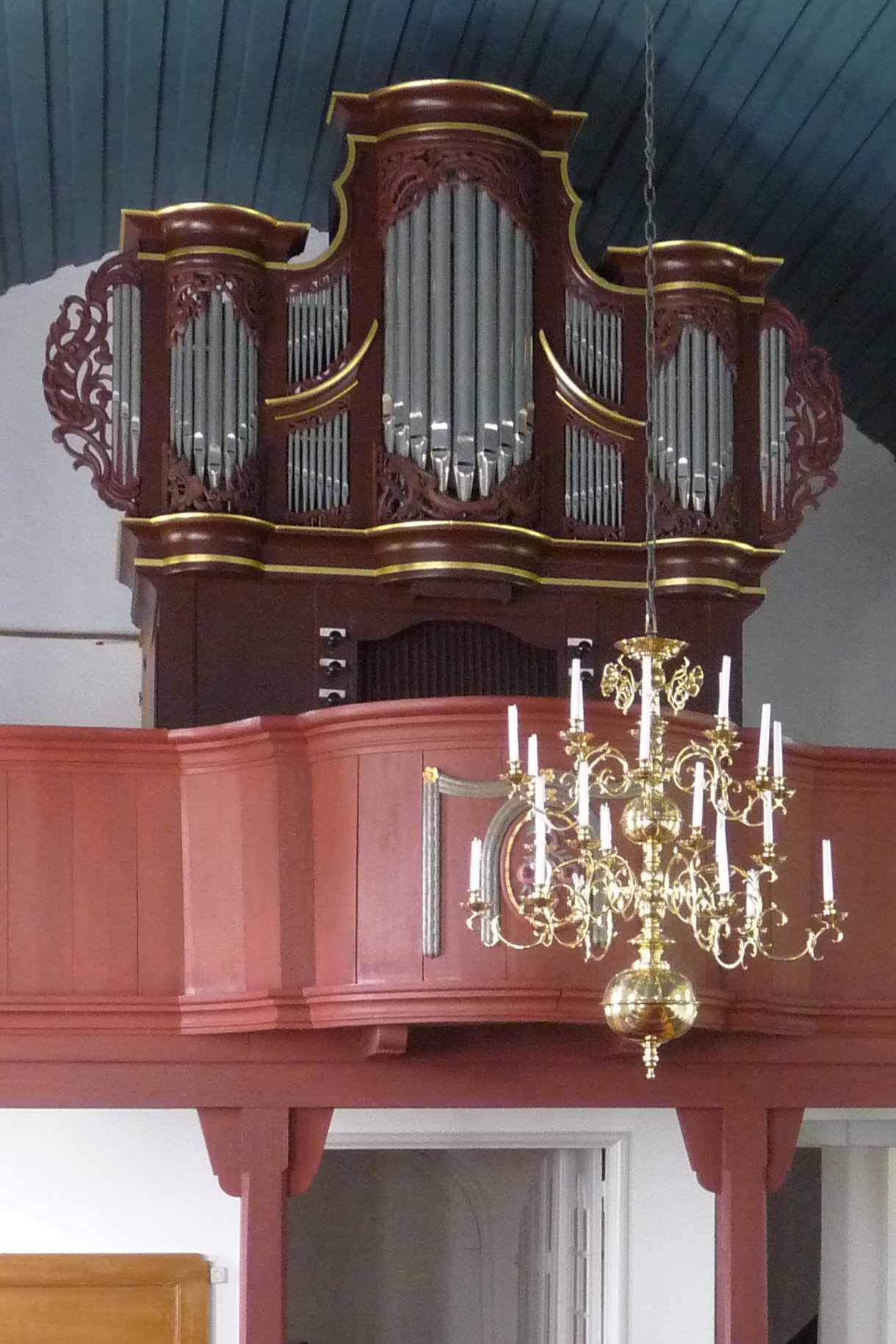
Rohlfsorgel von 1801

Der heutige neoromano-gotische Kirchenbau wurde im Jahr 1953 an der Stelle des seit 1896 einsturzgefährdeten älteren Gotteshauses erbaut. Die Vorgängerkirche wurde vermutlich als einschiffige Kirche mit Steingewölbe und gotischen Fenstern errichtet. Die Inneneinrichtungen der Vorgängerkirche wurden teilweise übernommen. Dazu zählen neben dem barocken Flügelaltar ein etwa 800 Jahre altes Taufbecken und eine 1801 von Johann Gottfried Rohlfs erbaute Orgel sowie eine Kanzel aus dem 17. Jahrhundert. Der frei stehende Glockenturm des ältesten Baues aus dem 13. Jahrhundert hat sich bis heute ebenfalls erhalten. Der Turm ist derzeit außer Betrieb, da er einsturzgefährdet ist. Seit dem Jahr 2007 kann man statt echter Glocken durch Lautsprecher am Turm eine CD mit Glockenklang hören.